# Peter Sellars
Ne doit pas être confondu avec l'acteur britannique Peter Sellers
Pour les articles homonymes, voir Sellars.
Peter Sellars, né à Pittsburgh (Pennsylvanie), le 27 septembre 1957 est un metteur en scène de théâtre et d'opéra américain connu pour la mise en perspective des œuvres classiques dans le contexte de son époque. Il est professeur à l'UCLA, où il enseigne l'art comme action sociale et l'art comme action morale. Il est largement considéré comme l'une des figures clés du théâtre et de l'opéra de la fin du XXe siècle et du début du XXIe siècle

## Biographie
Pendant ses études de littérature et de musique à l'Université Harvard, Peter Sellars s'initie aux marionnettes et met en scène Antoine et Cléopâtre de William Shakespeare dans la piscine de son université. À 26 ans, il est nommé directeur de l'American National Theatre de Washington.
Ses mises en scène des œuvres passées font systématiquement un lien avec le contexte social et politique de notre époque.
Peter Sellars parle couramment français.

## Mises en scène
- 1989 : Don Giovanni de Mozart, MC93 Bobigny
- 1989 : Le Nozze di Figaro de Mozart, MC93 Bobigny
- 1990 : Giulio Cesare in Egitto de Georg Friedrich Haendel, Théâtre Nanterre-Amandiers
- 1990 : Così fan tutte de Mozart
- 1991 : Nixon in China de John Adams, livret Alice Goodman, MC93 Bobigny
- 1991 : The Death of Klinghoffer de John Adams
- 1992 : Saint François d'Assise d'Olivier Messiaen, Opéra Bastille
- 1993 : The Persians de Eschyle, MC93 Bobigny
- 1994 : The Merchant of Venice de William Shakespeare, MC93 Bobigny
- 1995 : I Was Looking at the Ceiling and Then I Saw the Sky de John Adams, MC93 Bobigny
- 1996 : Theodora de Georg Friedrich Haendel, Festival de Glyndebourne
- 2000 : L'Amour de loin de Kaija Saariaho, Festival de Salzbourg
- 2000 : El Niño de John Adams
- 2002 : The Children of Herakles d'Euripide, MC93 Bobigny
- 2004 : Doctor Atomic de John Adams
- 2005 : Tristan et Isolde de Richard Wagner, Opéra Bastille
- 2006 : Adriana Mater de Kaija Saariaho, livret Amin Maalouf, Opéra Bastille
- 2011 : Desdemona (en) de Toni Morrison et Rokia Traoré, Wiener Festwochen Vienne, Théâtre Nanterre-Amandiers
- 2012 : Iolanta de Tchaïkovski et Perséphone de Stravinsky, Teatro Real, Madrid
- 2016 : Only the Sound Remains, opéra de Kaija Saariaho, Opéra National des Pays-Bas.
- 2024 : Beatrice di Tenda de Vincenzo Bellini, Opéra Bastille
- 2025 : Castor et Pollux de Jean-Philippe Rameau, Palais Garnier [1]